# Музей Peugeot

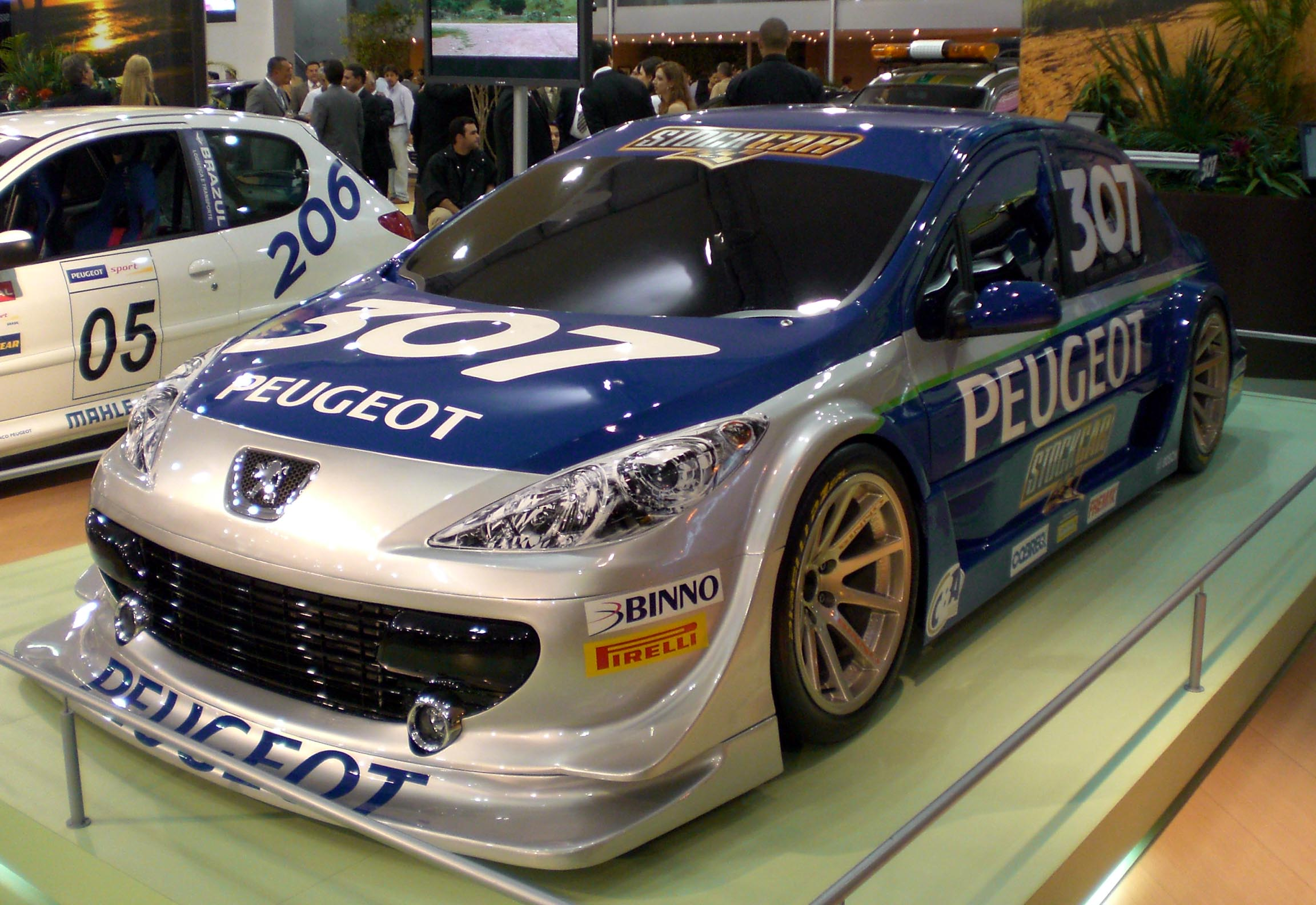
Раллийный Peugeot 307

Музей Peugeot является музеем истории промышленности и основан семьей Peugeot в 1988 году на его исторической промышленной площадке в городе Сошо в Франш-Конте.

## История
В 1982 году Пьер Пежо, председатель наблюдательного совета PSA Peugeot Citroën, основал ассоциацию «l’Aventure Peugeot» чтобы собирать активы бренда Peugeot, автомобили и экземпляры для исторической коллекции о двух столетиях развития промышленности компании Peugeot и семьи Peugeot.
С 1984 года музей играет важную роль в восстановлении промышленной истории Peugeot в Сошо, который был открыт для публики в 1988 году.
В 2000 году музей утроил свои экспозиционные площади.

## Особенности
- Открытие для публики в 1988 году
- Более 100 000 посетителей в год
- 450 транспортных средств в сотне экспозиций
- 300 велосипедов и мотоциклов из пятидесяти экспозиций
- 3000 объектов штамп с отметкой
- 45 000 м² выставочной площади, в том числе 10 000 м², доступных публике
- 5 км архивов

## Автомобили из экспозиции
- Peugeot Type 3, 4, 5, 8, 10, 15, 16, 26, 33, 36, 56, 69, 81, 91, 116, 125, 127, 139, 153, 159, 163, 172, 174, 175, 176, 177, 183, 190, Lion VC2, V4C3, Lion Phaéton
- 201 — 301 — 401 — 601
- 202 — 302 — 402, 402 Eclipse
- 203 — 403
- 104 — 204 — 304 — 404 — 504 — 604
- Peugeot 205 Turbo 16, Peugeot 405 Turbo 16, Peugeot 905, Jordan Grand Prix, Prost Grand Prix…